# Never Knew Love
A Never Knew Love egy pop-dance dal Rick Astley előadásában. A dalt John Paul Taylor és Derek Bordeaux írta. A dal az angol lista 70. helyéig jutott.

## Számlista
1. Never Knew Love (Remix) - 3:15
2. Never Knew Love (The 3 Day Mix) - 8:37
3. So Glad[2] - 3:28

## Slágerlista
| Slágerlista (1991)  | Legmagasabb pozíció |
| ------------------- | ------------------- |
| Angol kislemezlista | 70                  |